# 스탠리 호

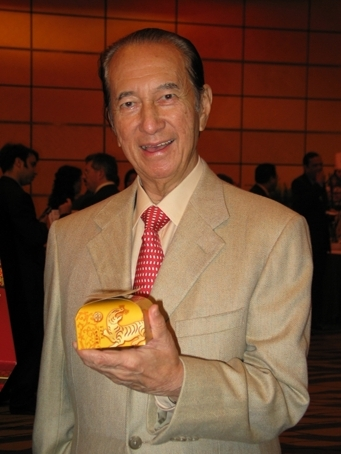
2006년의 스탠리 호

스탠리 호(영어: Stanley Ho, 간체자:何鸿燊, 정체자:何鴻燊, 한어 병음:Hé Hóngshēn, 홍콩 언어학 학회 월어 병음 방안: Ho4 Hung4 San1, 1921년 11월 25일 ~ 2020년 5월 26일)는 홍콩과 마카오의 기업가이다.
호는 마카오에서 가장 부유한 사람이자, 아시아에서 가장 부유한 사람 중 하나이다. 포브스에 따르면, 그는 10억 달러로 추정되는 자산과 함께, 2009년에 세계에서 가장 잘 사는 사람들 중 701위를 차지했다. 그는 홍콩과 마카오에 많은 재산을 소유하고 있으며, 엔터테인먼트, 관광, 해운, 부동산, 항공 교통을 포함하는 다양한 사업에 참여 중이다.
홍콩과 마카오를 제외하고, 그는 중국 대륙, 포르투갈, 조선민주주의인민공화국, 베트남, 필리핀에도 투자한 상태이다. 호는 또한 아시아에서 유명한 산업가이자 기업가이며, 홍콩과 마카오에서 많은 회사의 수많은 요직을 차지하고 있다.

## 같이 보기
- 마카오의 경제

## 참고
1. ↑  “The World's Billionaires”. Forbes.com. 2009년 3월 11일.